# Straßenbahn Wien Type AW
Die Wagen der Type AW, auch als Salonwagen, Aussichts(trieb)wagen oder Exkursions(trieb)wagen bezeichnet, waren ursprünglich für Sonderfahrten gedachte Triebwagen der Wiener Straßenbahn. Sie gehören der seltenen Bauart der Salontriebwagen an. Für den gehobenen Einsatz waren sie luxuriös ausgestattet. Sie wurden später umgebaut und im normalen Fahrgastbetrieb eingesetzt.

## Geschichte
Zur Belebung des Fremdenverkehrs beschloss die Gemeinde Wien aufgrund persönlicher Initiative von Bürgermeister Karl Lueger im Jahre 1906, auf bestimmten Linien des Straßenbahnnetzes besonders ausgestattete „Exkursionstriebwagen“ bei eigenen Rundfahrten einzusetzen. Auch eigene, heute als „Themenfahrten“ bezeichnete Arrangements mit Heurigenbesuchen wurden ins Programm aufgenommen. Dazu wurden für die jeweilige Route eigene reich bebilderte Führer gestaltet, welcher zugleich als Fahrschein dienten, und eigene Werbeplakate gedruckt.

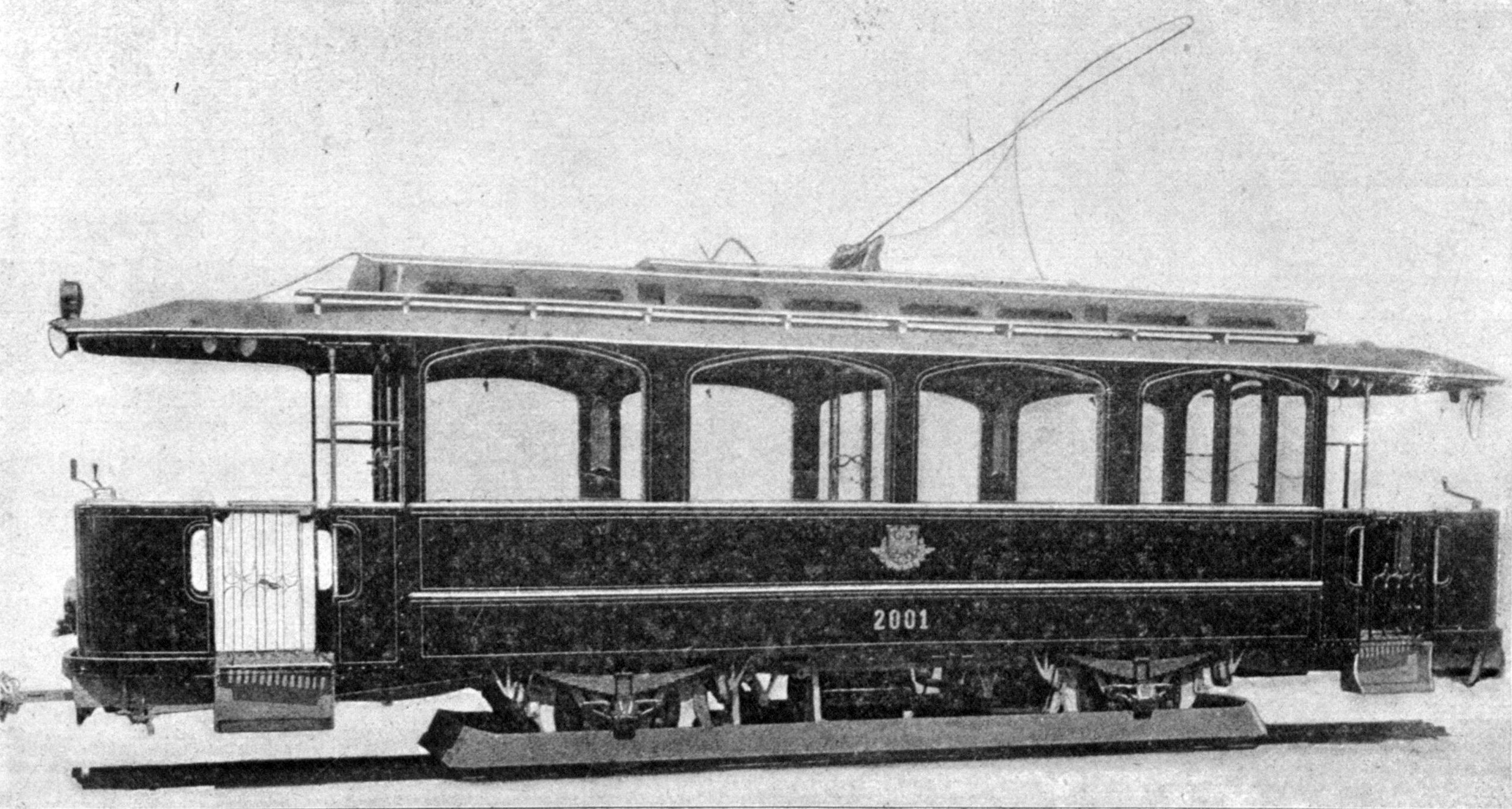
„Galawagen“ 2001

1906/1907 lieferte die Grazer Waggonfabrik für diese auch als „Rund um Wien“ bezeichneten Ausflugsfahrten die ersten vier Triebwagen. Sie erhielten die Nummern 2000 bis 2004, wobei Wagen 2001 als sogenannter „Galawagen“ besonders luxuriös ausgestattet war und auf der Weltausstellung in Mailand 1906 präsentiert wurde. Am 28. Juni 1907 fand die Eröffnungsfahrt der Rundfahrten mit allen vier Wagen für geladene hohe Gäste, darunter der spätere Bürgermeister Josef Neumayer, statt.
Die „Exkursionsfahrten“ waren ein voller Erfolg, so dass 1909 ein weiterer Wagen (Nr. 2101) und 1912 nochmals zwei Triebwagen (Nr. 2281 und 2282) nachgeliefert wurden. Zusätzlich wurden 1909 fünf passende „Exkursionsbeiwagen“ (Nr. 1276 bis 1280) in den Stand genommen, diese waren in Dimensionen und Ausstattung mit den Triebwagen ähnlich. Vor allem der „Galawagen“ 2001 kam in den Folgejahren auch bei feierlichen Streckeneröffnungen unter Anwesenheit der Stadtregierung zum Einsatz. 1914 wurden alle Fahrzeuge neu nummeriert und erhielten die Nummern 76–82.
Der Erste Weltkrieg bereitete den erfolgreichen Fahrten ein jähes Ende, die Fahrzeuge wurden nach Kriegsbeginn abgestellt. Nach dem Ersten Weltkrieg gab es keinerlei Verwendung für die exklusiven Fahrzeuge mehr. Ab 1925 wurde die Triebwagen abermals umbezeichnet und durch die Waggonfabrik Enzesfeld und die Hauptwerkstätte in normale Straßenbahnfahrzeuge der Type G2 umgebaut. Die Plattformen wurden verglast und Klapptüren eingebaut, äußerlich unterschieden sie sich nunmehr lediglich durch die Rundbogenfenster von den anderen G-Triebwagen. Im Inneren boten nun statt der Korbsessel einfache, hölzerne Längsbänke den Fahrgästen Platz. 1937 war der Umbau mit dem Wagen Nr. 1000 (ex Galawagen 2001) abgeschlossen. Die Fahrzeuge waren in diesem Zustand bis Mitte der 1960er Jahre im Einsatz, der heutige Museumswagen 2003 (ex AW 80 bzw. AW 2101) wurde als letzter seiner Reihe im Juni 1966 ausgemustert.

### Verbleib
Heute existieren zwei Stück dieser Splittergruppe und befinden sich im Besitz des Verbandes der Eisenbahnfreunde. Wagen AW 82 (ex AW 2282 bzw. G2 2101) wurde 2015 wieder in den ursprünglichen Zustand rückversetzt, wogegen der im Verkehrsmuseum Remise stehende, 1909 nachgelieferte Wagen 2003 das Aussehen nach dem Umbau repräsentiert.
Der ehemalige AW 2002 (späterer G2 2000) wurde in den Schulungswagen GS 6857 umgebaut und dient seit 1996 als Werbestraßenbahn für das bekannte Wiener Süßwarenunternehmen Manner.

## Technik und Ausstattung

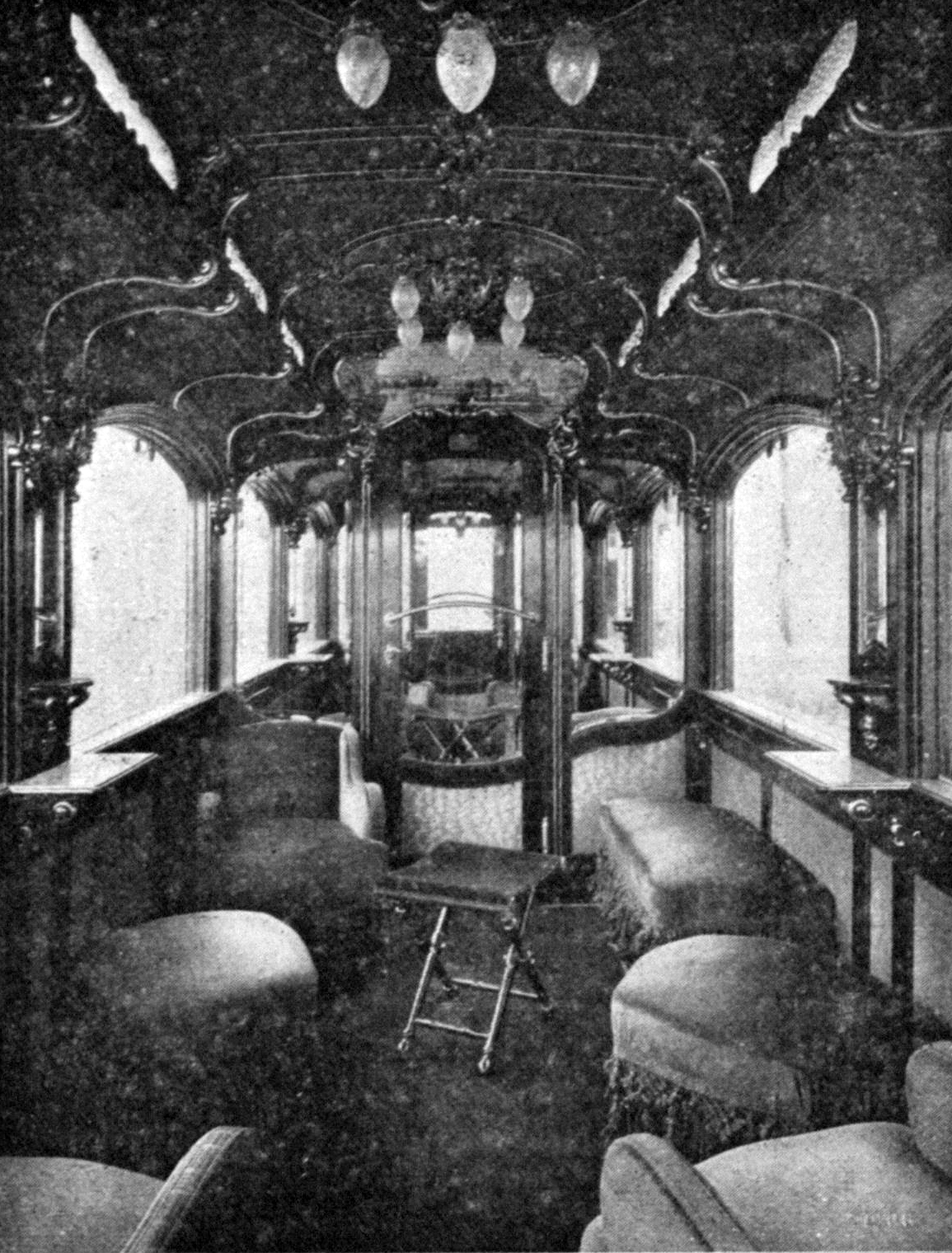
Salon des „Galawagen“ 2001

Technisch und in ihren Dimensionen entsprachen die AW den Triebwagen der G-Typenfamilie. Die Wagen waren über Puffer 10.800 mm lang und 10,6 Tonnen schwer, der Achsstand betrug 3600 mm. Die elektrische Ausstattung umfasste einen Lyrabügel auf dem Dach und zwei Fahrschalter der Typen B8 der UEG oder T1H von Westinghouse auf den Plattformen. Die Widerstände waren dem damaligen Stand der Technik nach unter dem Fahrzeugboden angeordnet, zwei Motoren der Type D58w der Österreichischen Siemens-Schuckert-Werke trieben über einen Tatzlagerantrieb je eine Achse an. Für den Einsatz auf der Ringstraße waren die Triebwagen für den Betrieb mit Unterleitung (absenkbares Kontaktschiffchen) ausgerüstet.
Im Aussehen unterschieden sich die „Aussichtswagen“ jedoch erheblich von den anderen Fahrzeugen: Im Gegensatz zu den herkömmlichen Triebwagen der Type G besaßen die „Exkursionstriebwagen“ je vier ganz herablassbare Rundbogenfenster pro Seite. Zur Unterscheidung von den normalen Straßenbahnwagen waren die intern als AW bezeichneten Fahrzeuge ganz in Braunrot lackiert. Der durch eine Trennwand in zwei Abteile geteilte Innenraum war für Straßenbahnfahrzeuge sehr luxuriös mit Holztäfelung in Jugendstil-Formen gestaltet, der „Galawagen“ mit der Nummer 2001 erhielt eine besonders prächtige, historisierende Ausstattung mit Goldornamenten und Deckengemälden. Jedes Abteil erhielt einen Luster mit 13 Glühlampen. Die noch luxuriösere Ausstattung dieses Wagens schlug sich auch im erhöhten Gewicht von 12,7 Tonnen nieder.
Die Fahrgäste nahmen in den „Exkursionswagen“ auf Korbsesseln und im „Galawagen“ auf Plüschfauteuils Platz. 16 Glühlampen erleuchteten das Innere der Exkursionstriebwagen, alle Fenster der Fahrzeuge waren aus rahmenlosen Spiegelglas.

## Bilder

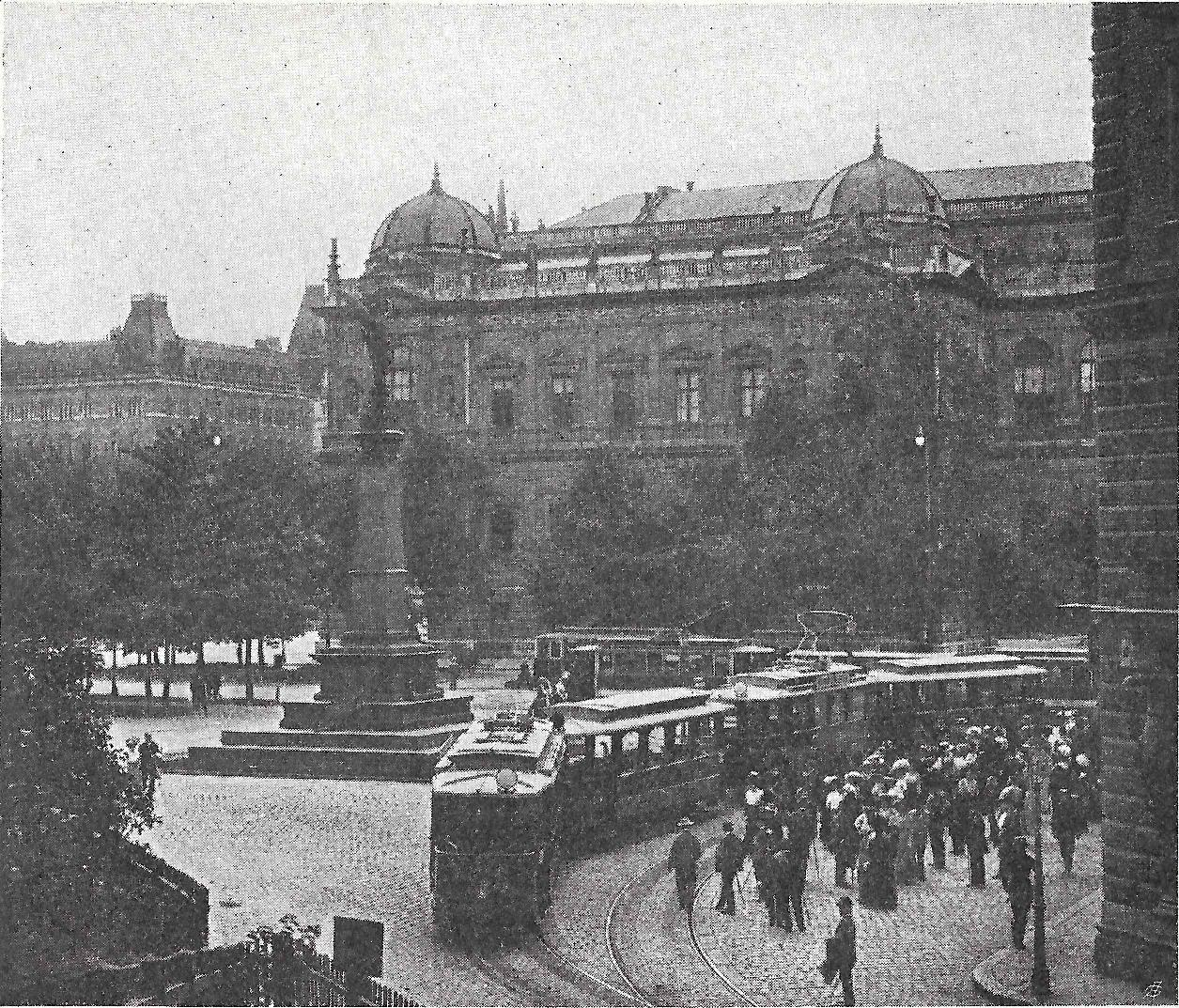
Abfahrtsstelle der Exkursionswagen am Liebenbergdenkmal vis-a-vis der Universität (um 1910)
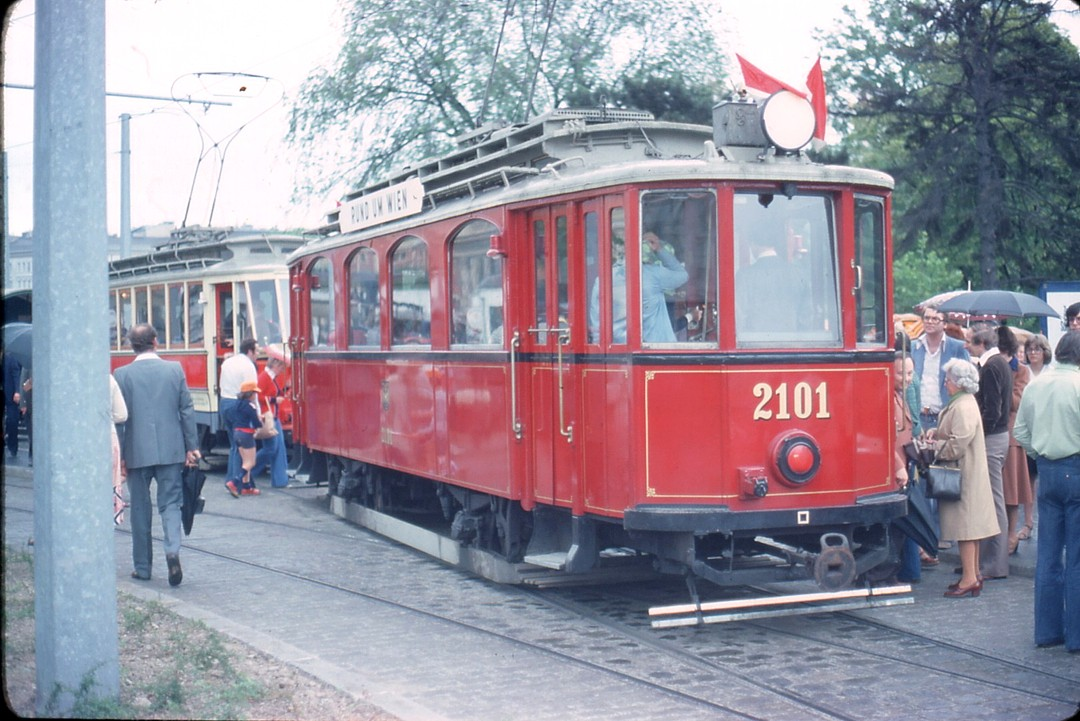
Wagen G2 2102 (ex AW 82) im Jahr 1978
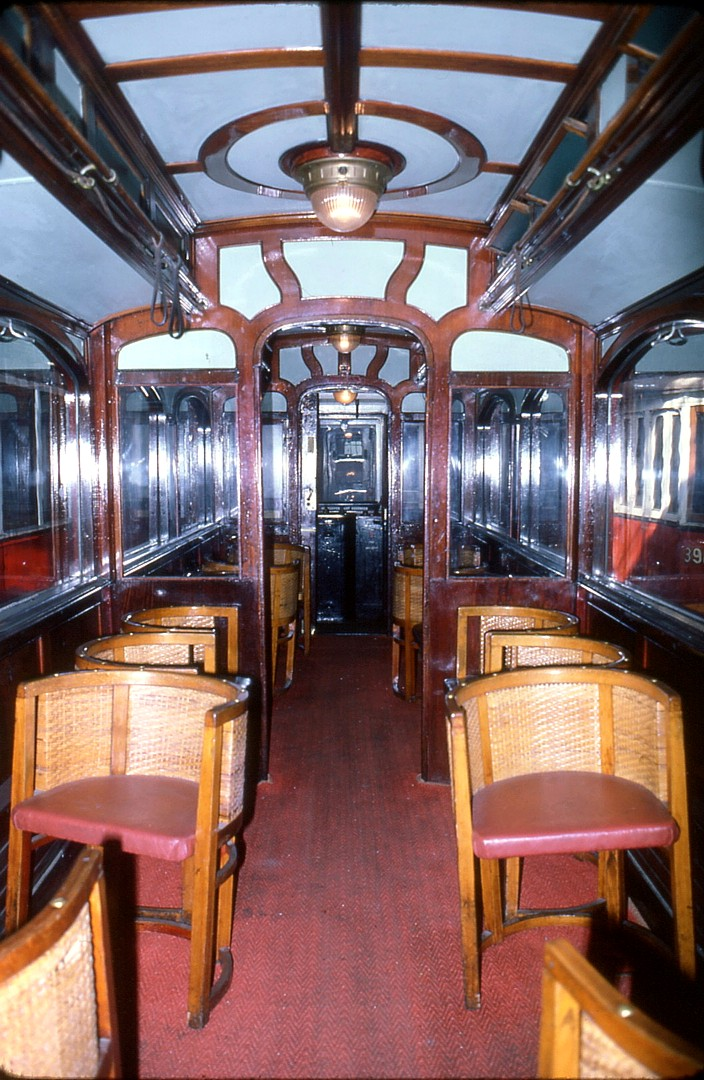
Interieur von AW 82 (ex G2 2101)
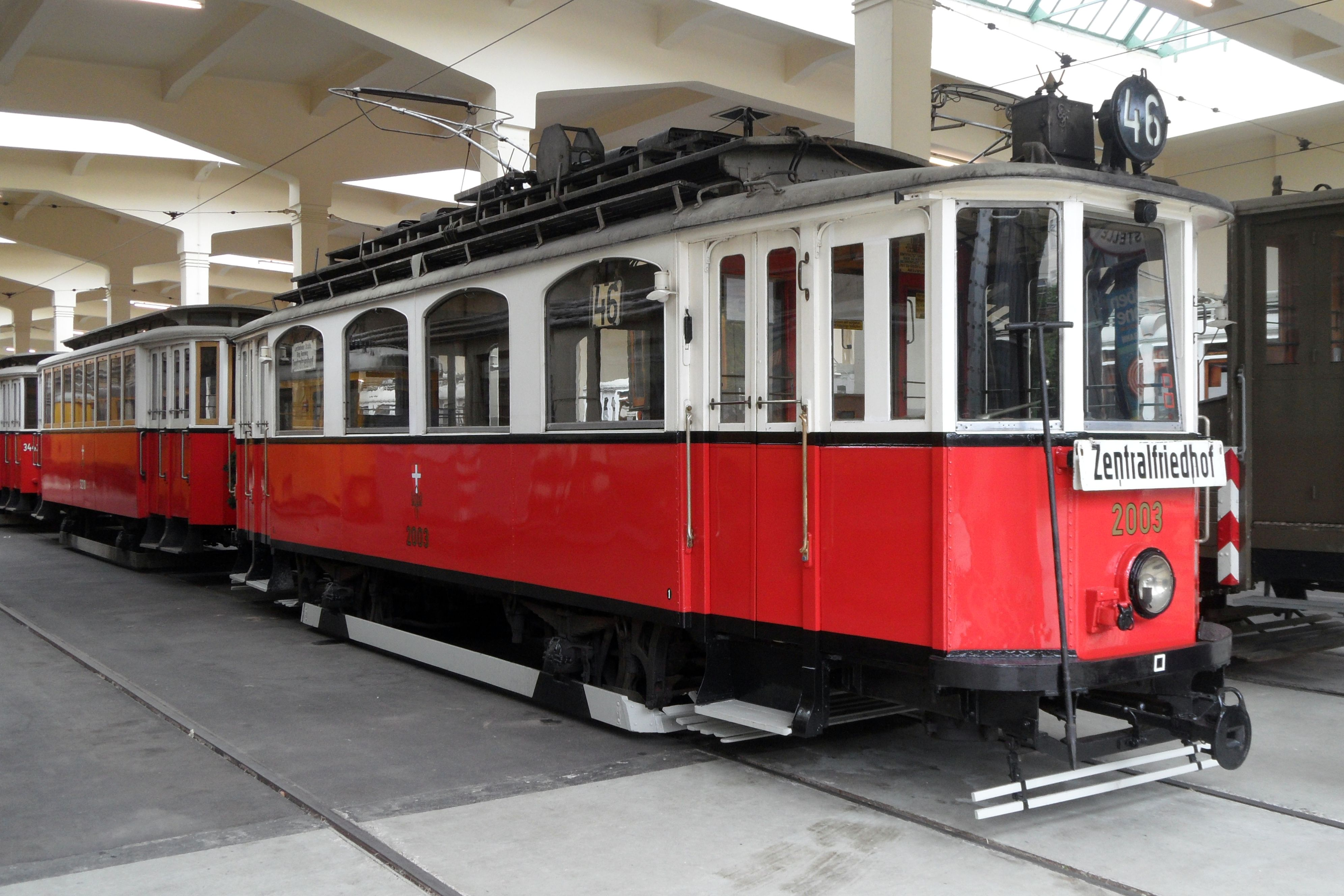
Wagen G2 2003 (ex AW 80) im Verkehrsmuseum Remise
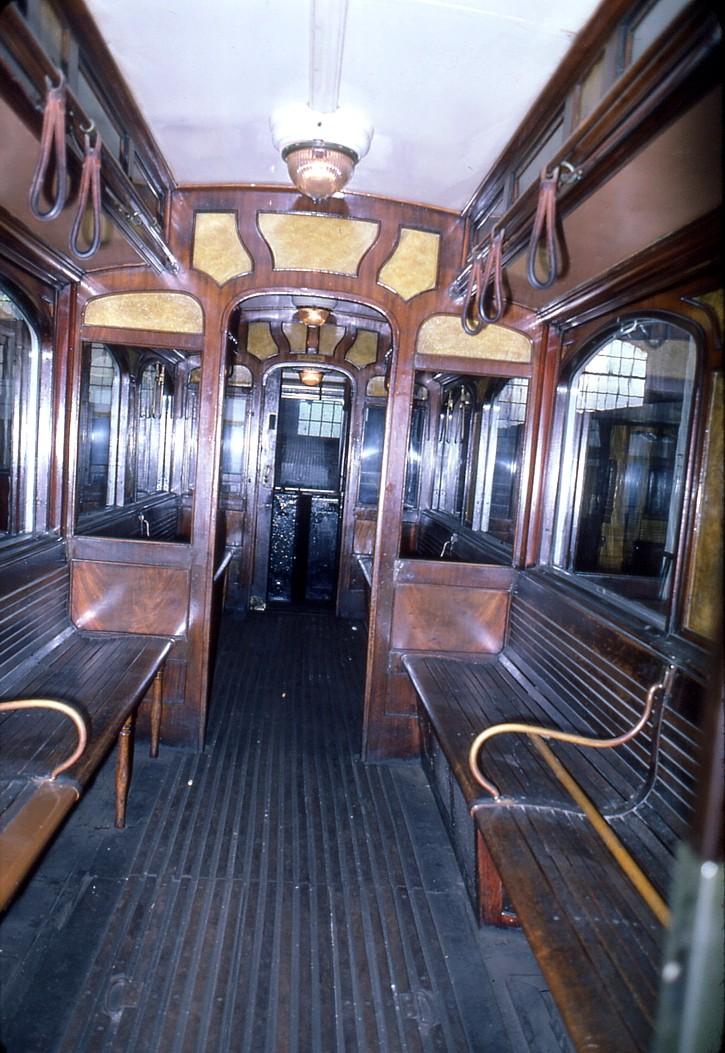
Innenraum des G2 2003 mit Längsbänken
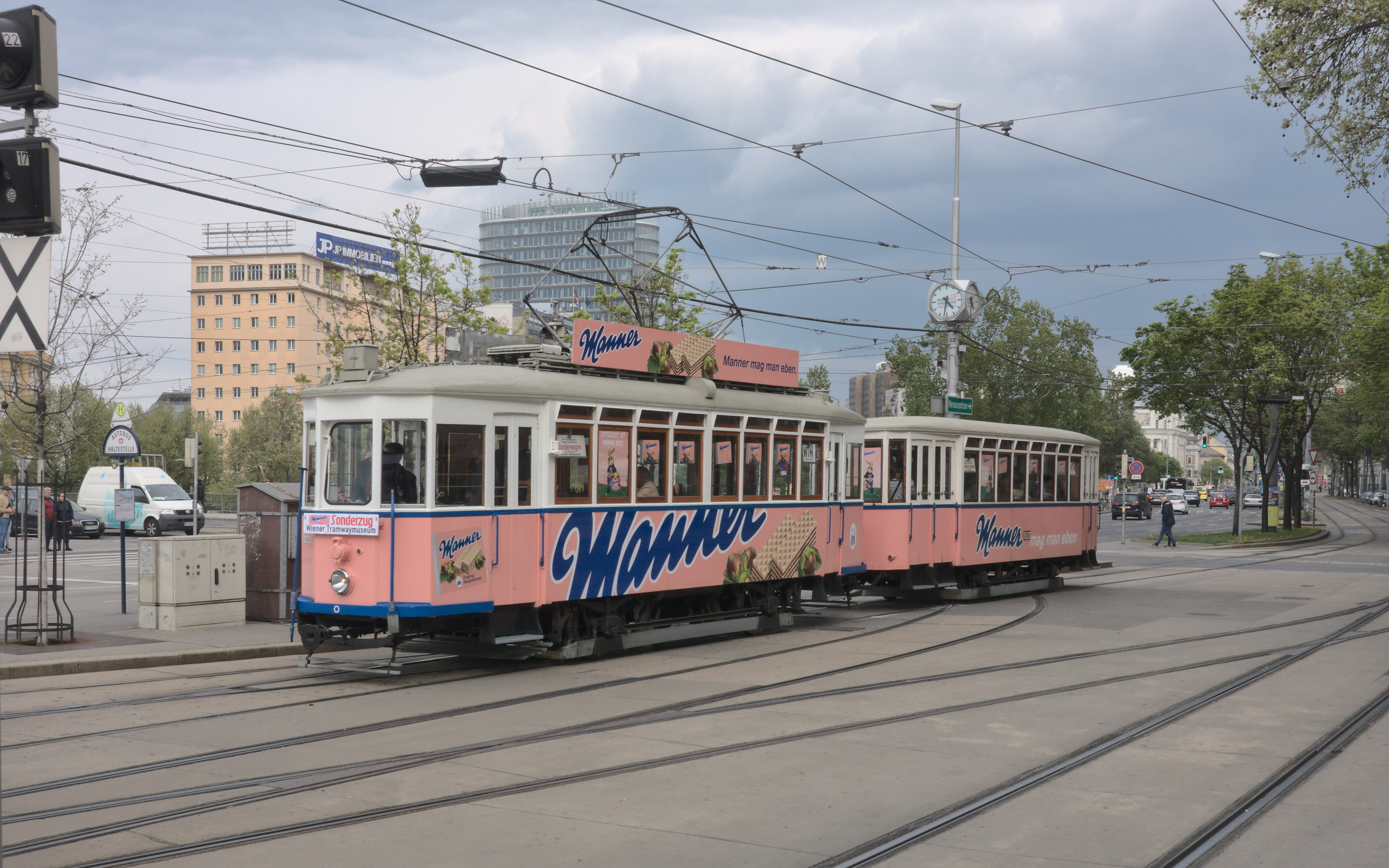
"Manner-Straßenbahn" GS 6857, ex AW 2002